# Besed
Le Besed (en russe : Беседь, en biélorusse : Беседзь) est une rivière qui coule dans les oblasts russes de Smolensk et de Briansk, ainsi que dans les voblasts biélorusses de 
Moguilev et de Gomel. C'est un affluent de la Soj en rive gauche, donc un sous-affluent du Dniepr.

## Géographie
Sa longueur est de 261 km, et son bassin versant de 5 460 km2. Son débit se monte à 28,4 m3/s à son embouchure. Celle-ci se situe une vingtaine de kilomètres en amont (au nord-est) de la ville biélorusse de Gomel.

## Villes traversées
- Svetilovitchi

## Hydrométrie - Les débits à Svetilovitchi
Le débit de la rivière a été observé pendant 57 ans (au long de la période 1929 - 1985) à Svetilovitchi, localité située à plus ou moins 20 kilomètres de son confluent avec la Soj. 
À Svetilovitchi, le débit annuel moyen ou module observé sur cette période était de 23,8 m3/s pour une surface de drainage de plus ou moins 5 010 km2, soit approximativement 92 % de la totalité du bassin versant de la rivière qui en compte 5 460. La lame d'eau d'écoulement annuel dans le bassin se montait de ce fait à 150 millimètres, ce qui peut être considéré comme moyen, et résulte du niveau modéré des précipitations dans la plus grande partie de son bassin.
Le débit moyen mensuel observé en août (minimum d'étiage) est de 8,06 m3/s, soit moins de 7 % du débit moyen du mois d'avril (120 m3/s), ce qui montre l'amplitude très importante des variations saisonnières. Sur la durée d'observation de 57 ans, le débit mensuel minimal a été de 1,77 m3/s (en septembre 1939), tandis que le débit mensuel maximal s'élevait à 390 m3/s (avril 1970).